# Cerberus Fossae
Cerberus Fossae  è un insieme di strutture geologiche della superficie di Marte; consistono in fratture della crosta risalenti all'incirca a 5 milioni di anni fa. Si trovano all'interno dell'area denominata Elysium Planitia di circa 3000 km di diametro insieme all'area denominata Cerberus Palus.